# Johan Gustaf Halldin
Johan Gustaf Halldin, född 1737, död 1825, var en svensk journalist.

## Biografi
Halldin var extraordinarie kanslist vid Kungliga biblioteket och gjorde sig känd som en swedenborgsk drömmare och idealist. Genom sin fru Ulrica Juliana Ahlgren var han svåger till Catharina Ahlgren. Han var son till regementsskrivare Gustaf Halldin och Anna Margareta Broström, och kusin till Gustaf Hallenstierna. På moderns sida var han kusin med Georg Gezelius.

### Publicolaaffären
Genom Publicolaaffären har Halldin gått till historien. I en artikel under pseudonymen Publicola i Stockholmsposten nummer 53, 1779, berörde Halldin först tryckfrihetsförordningen och övergick sedan till att häftigt angripa planen för och administrationen av kronobrännerierna. Han gick dock ännu längre och angrep även själva regeringssättet, vilket han karakteriserade såsom upplyst despotism.
Tidningsnumren beslagtogs och det befanns att det var Halldin som låg bakom pseudonymen. Han blev häktad och ställd under åtal. Han dömdes sedan till döden för majestätsbrott, men Gustav III efterskänkte av nåd straffet och gav Halldin tillstånd att, när han så ville, frambära sina anmärkningar direkt till kungen.
Senare vistades Halldin mest i Helsingborg, utgav ett par kortlivade tidningar samt bombarderade kungen och hans rådgivare med skrivelser där förmaningar och råd omväxlade. I kungens brevsamling finnas en mängd brev från Halldin, hållna än i smickrande, än i profetiskt varnande och bestraffande ton.
Halldin var en betydande begåvning men också en utpräglad drömmare, och verkar inte ha haft någon solid verklighetsförankring.
Publicolaaffären och liknande företeelser gjorde slut på Gustav III:s månhet om tryckfriheten. Han utfärdade påföljande år ett tillägg till 1774 års tryckfrihetsförordning så att hädanefter boktryckaren gjordes ansvarig i alla tryckfrihetsmål utom för högmålsbrott, där författaren skulle vara medansvarig. Den nya åtgärden motiverades av kungen med att det var boktryckarnas vinningslystnad som drev dem att utan försyn offentliggöra allt det klander och förtal som författarna nedskrev. Samtidigt skärptes straffen för tryckfrihetsbrott.